# Maulana Abdul Hamid Khan Bhashani
Maulana Abdul Hamid Khan Bhashani, simplifié par Maulana Bhashani (bengalî মাওলানা ভাসানী) (1880-1976), est un homme politique populaire au Pakistan oriental qui lutta pour la création du Bangladesh. Il est né en 1880 à Dhangara, Tangail, région du Bengale britannique. Il est le fils de Haji Sharafat Ali Khan.
Autodidacte et populiste à tendance maoïste, Bhashani fut surnommé « Maulana le Rouge ». Il a connu une très grande popularité politique auprès des paysans dans sa lutte contre le colonialisme britannique et paskistanais sur ce qui deviendra le Bangladesh. Il aida à fonder la Ligue Awami (National Awami Party ou NAP) et en fut le premier président. 
En 1965, il appuya le maréchal Ayub Khan comme Président du Pakistan contre Fatima Jinnah, la candidate de son propre parti, ce qui amena à une division du NAP en 1967. En 1970, il décida de boycotter les élections générales au Pakistan, ce qui donna la victoire son opposant Sheikh Mujibur Rahman, président de la Ligue Awami. 
Bhashani est décédé le 17 novembre 1976 à Dhaka, Bangladesh et fut enterré à Santosh, Tangail.